# آنتسوخ
آنتسوخ (به لاتین: Antsukh) یک منطقهٔ مسکونی در روسیه است که در داغستان واقع شده‌است.